# Pierkowa (wieś)
Pierkowa (ros. Перкова) – wieś (dieriewnia) w Rosji, w Kraju Permskim, w rejonie kudymkarskim. W 2010 liczyła 121 mieszkańców.